# 书拉密女
书拉密女是《雅歌》中的美丽女主角，一位乡村女子（歌6：13）。书拉密女是所罗门的女性写法。
在《雅歌》中，书拉密女经过变化的各阶段，在第一阶段：追求的阶段，开始受“名如同倒出来的香膏”（1：3）吸引寻求主，渴慕主与她亲嘴（1：2）；有内室的交通（1：4）；跟随羊群的脚踪进入教会生活（1：8）。但那时候，还如同法老车上套的骏马（1：9），拖拉着世界及其奢华。逐渐的，成了沙仑的玫瑰花、谷中和荆棘中的百合花（2：1），有了美丽的鸽子眼（1：15）。 
於第二阶段：十字架的阶段，进入十字架的经历。2：14，盘石穴和陡岩的隐密处是十字架的表号。要达到并留在盘石穴和陡岩的隐密处，路是崎岖的，惟有藉着羚羊蹿山，小牡鹿越岭（2：9，预表基督复活的大能，才能上十字架并留在那里）。
第三阶段：升天的阶段。在升天里，有亚玛拿（预表真理）、示尼珥（软的甲冑）和黑门（毁灭）（4：8），已经胜过了狮子的洞穴和豹子的山岭（表征撒但和他邪恶的军旅）。这时的她，好像烟柱（3：6）、卧榻（3：7）、华轿（3：9）、关锁的园子、封闭的泉源（4：12）和井。
第四阶段：在至圣所裡过生活的阶段。对十字架有更深的经历，对付幔子（肉体），在幔内至圣所－神自己里过生活。至终成了得撒和耶路撒冷（神的居所，6：4）。

## 其他解釋
主流意見認為書拉密女是大衛王最後一個女伴書念女子亞比煞。亦有人指書拉密女其實是遠道而來的示巴女王。